# Вестпорт (Индијана)
Вестпорт (енгл. Westport) град је у америчкој савезној држави Индијана.

## Демографија
По попису из 2010. године број становника је 1.379, што је 136 (-9,0%) становника мање него 2000. године.
| Група             | 2000.         | 2010.         |
| Белци             | 1.503 (99,2%) | 1.348 (97,8%) |
| Афроамериканци    | 0 (0,0%)      | 1 (0,1%)      |
| Азијати           | 1 (0,1%)      | 2 (0,1%)      |
| Хиспаноамериканци | 3 (0,2%)      | 13 (0,9%)     |
| Укупно            | 1.515         | 1.379         |